# Ventos do Verão
Ventos do Verão é um filme brasileiro curta-metragem, do gênero drama de época, escrito e dirigido por Alex Pizano. Com produção da Biosphere Audiovisual.  Teve sua estreia em dezembro de 2022 no Cinema do Sesc Mecejana, Boa Vista, Roraima.

## Sinopse
Verão de 1903 em Roraima, após anos ausente de sua terra natal, Ester, retorna a seu antigo lar, para recordar memórias de um passado, da qual ela gostaria de não ter deixado para trás. Um reencontro que pode revelar muito mais do que os olhos podem ver.

## Elenco
- Iná Bastet como Ester
- Gustavo Andrade como João

## Produção
Ventos do Verão  é um curta metragem de ficção do gênero drama. A história do filme embora ficcional aborda questões pertinentes no que diz respeito aos sentimentos humanos ante ao amor, suas perdas e recordações que todos carregamos no decorrer de toda nossa vida. 
A obra possui uma atmosfera contemplativa e poética de forma bastante imagética, colocando na força e beleza das imagens sua base narrativa.

### Seleções oficiais
- The Lift -Off Filmaker Sessions, no Reino Unido 2023;
- Festival de Cinema de Vassouras (RJ) 2023;
- Festival Guarnicê de Cinema em São Luís (MA) 2023;
- 6º Mostra Sesc de Cinema 2023;
- 7º Festival Curta Canedo, em Góias (GO) 2023;
- 6º Festival de Cinema de Jaraguá do Sul (SC) 2023.
- 2º Festival Nacional de Cinema de Lages 2023;
- 3° Festival Aparecidense de Cinema (FACI) em Goiânia (GO)2023;
- 4ª Edição da Mostra Manaus Filme Fantástico (AM) 2023;
- Stockholm Short Film Festival, (Suécia) 2023
- 7º Edição do CineForte 2024 na Paraíba.
- 1º  Festival Nacional de Curtas - ITAICINE, em SC. 2024.
- VI Festissauro em Sousa na Paraíba 2024.
- II FEBANCINE - Festival Bananeira de Cinema - 2024, na Paraíba.

### Prêmios
- Prêmio “Melhor Fotografia” 6º Festival de Cinema de Jaraguá do Sul (SC) 2023.

- Prêmio de Melhor Curta Internacional no Stockholm Short Film Festival 2023.

- Prêmio de Melhor Atriz no II FEBANCINE 2024, na Paraíba.